# Sedm divů industriálního světa
Sedm divů industriálního světa (anglicky Seven Wonders of the Industrial World) je dokumentární seriál britské BBC. Každá epizoda je o jednom divu technické civilizace v době tzv. průmyslové revoluce. Průmyslová revoluce změnila celý svět a v průběhu času vytvořila mnoho technických zázraků. Sedm nejpozoruhodnějších z nich je předmětem tohoto seriálu. Každý z nich je ukázkou lidské tvořivosti, vynalézavosti a houževnatosti, které existují v dnešní moderní době stejně jako v dobách minulých. Stejné výkony jsou popsány ve stejnojmenné doprovodné knize producentky Deborah Cadburyové.
Seriál je založen na skutečných událostech, dobových záběrech, vyprávění přímých účastníků a očitých svědků. Sedmidílná britská dokumentárně-dramatická televizní minisérie se vysílala od 4. září 2003 do 16. října 2003 na BBC a později vyšla na DVD.

## Díly

### 1. Great Eastern

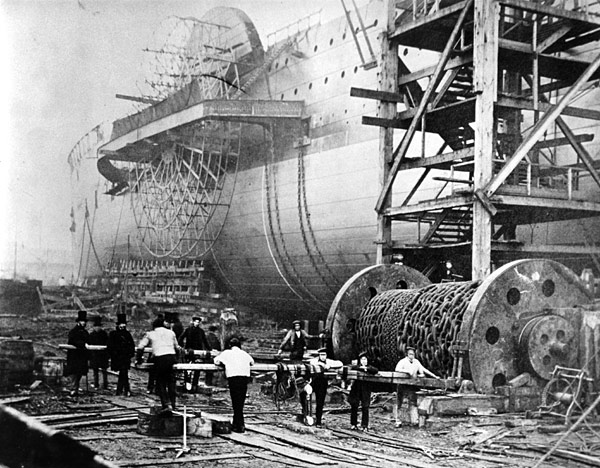
Great Eastern v roce 1858, krátce před zahájením provozu

Obří loď Isambarda Kingdoma Brunela The Great Eastern je jediným zázrakem z této série, který se nedochoval do 21. století.
Kolem roku 1850 Brunel doufal, že tato loď bude jeho mistrovským dílem, a chtěl, aby zajišťovala trvalé spojení po celém světě.
V té době, kdy většina lodí kotvících na Temži byla postavena ze dřeva a k pohonu používala plachty, byla Brunelova Great Eastern 211 m dlouhým a 25 m širokým plovoucím ostrovem ze železa. Podle jeho představy měla loď pojmout 4 000 pasažérů ve velkolepém stylu a bez nutnosti doplňování paliva obeplout Zemi. Konstrukce byla převratná, protože měla dvojitý trup, díky němuž byla loď nepotopitelná, a také lodní motory o velikosti domu.
Brunel začal být kritizován, že loď je příliš velká, příliš drahá a že se může potopit nebo rozbít při první větší vlně. Nakonec se mu podařilo loď spustit na vodu. Jeho návrh se stal vzorem pro navrhování konstrukcí lodí na dlouhá léta dopředu.

#### Zajímavá fakta
- Na stavbu lodi bylo použito 30 000 železných plátů.
- Každá deska váží 1/4 tuny.
- K připevnění desek k lodi bylo zapotřebí 3 000 000 nýtů.
- V roce 1852 Brunel získal finanční prostředky na stavbu lodi.
- V roce 1854 začíná stavba lodi.

#### Informace
- Scénář: Christopher C. Spencer
- Režie: Christopher C. Spencer
- Účinkují: Robert Lindsay (vypravěč), Ron Cook (Isambard Kingdom Brunel), Michael Attwell (William Hope), John Bennett (John Donovan)
- Délka: cca 50 minut.
- První vysílání: 4. září 2003
- Originální název epizody: The Great Ship
- Epzoda v češtině: Plující monstrum

### 2. Brooklynský most

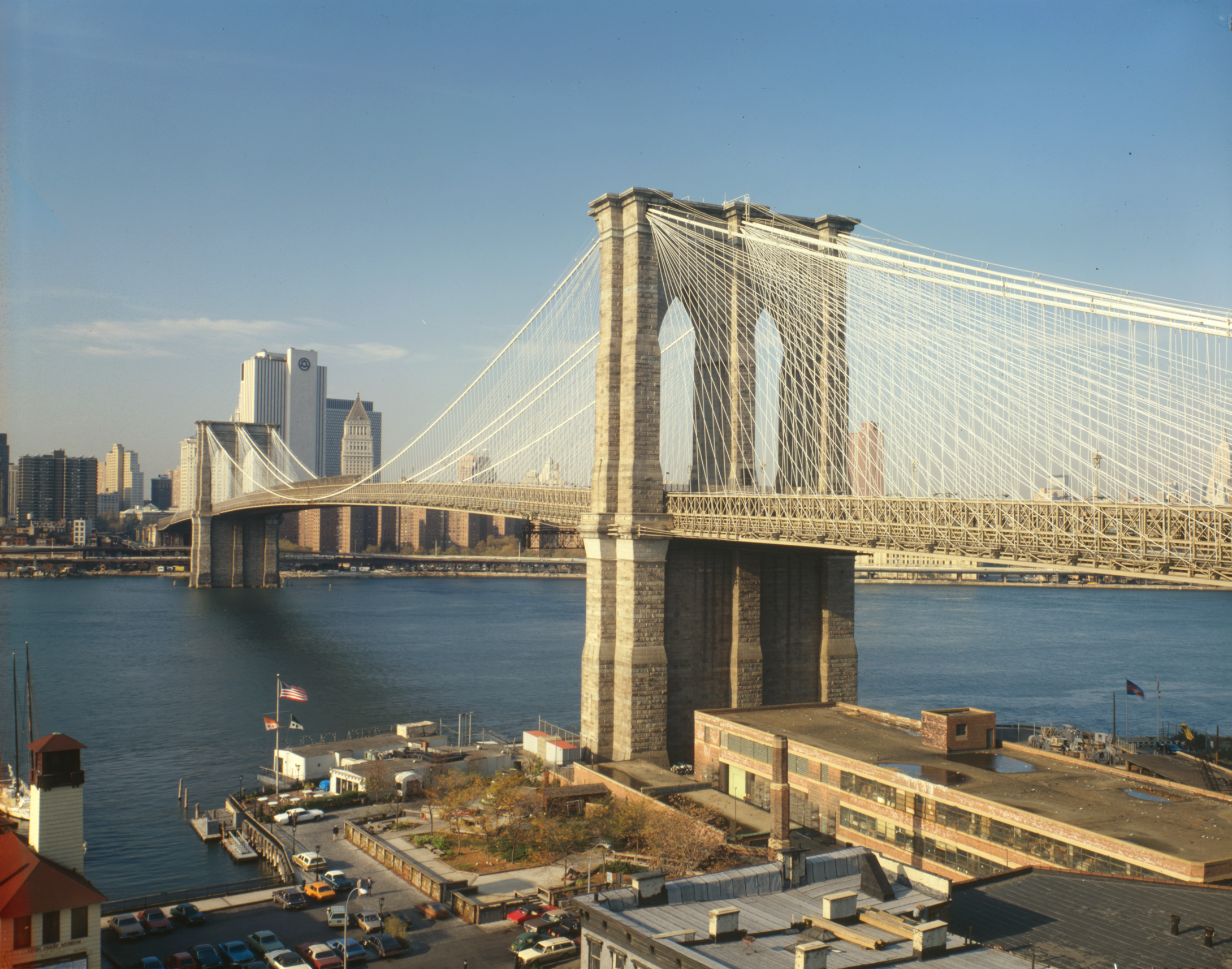
Brooklynský most

V roce 1869 získal geniální německý inženýr John Roebling zakázku na nejdelší most na světě – Brooklynský most v New Yorku. Most je dlouhý 487 metrů. Přes širokou a rozbouřenou řeku East River spojuje čtvrti Manhattan a Brooklyn. Základy měly být 21 metrů pod hladinou řeky. Nad celým New Yorkem by se tyčily dvě pozoruhodné věže. V té době byl takový návrh považován za téměř zázračný a vše mělo být postaveno z nového materiálu – oceli.
Roebling za svůj ambiciózní sen zaplatil životem a nevědomky tak odsunul svého syna Washingtona do svého stínu. Ten byl po otcově smrti odhodlán pokračovat v jeho snu. Washington Roebling a jeho tým pracovali hluboko pod hladinou East River, ale rozšířila se mezi nimi nová, dosud neznámá záhadná choroba – kesonová nemoc.
Washington jí byl postižen tak vážně, že již nemohl pokračovat ve své práci. Trpěl obrovskou bolestí a ochrnutím, a tak mohl napínání nosných lan mostu pozorovat pouze dalekohledem z okna svého bytu.
Stavba byla zahájena 3. ledna 1870 a skončila o 13 let později, 24. května 1883, kdy byl most slavnostně otevřen.

#### Informace
- Scénář: Paul Wilmshurst
- Režisér. Christopher C.Spencer
- Hrají: Robert Lindsay (vypravěč), George Anton (Washington Roebling), Deborah Weston (Emily Roebling), Steven Berkoff (John Roebling), Shane Rimmer (William Kingsley), Peter Banks (William Marshall), Kenneth Jay (Abram Hewitt), Norman Chancer (Dr. Andrew Smith), Donald Sumpter (Farrington), Eric Loren (reportér).
- Délka: cca 50 minut.
- První vysílání: 11. září 2003
- Originální název epizody: The Brooklyn Bridge
- Epzoda v češtině: Brooklynský most

### 3. Maják Bell Rock

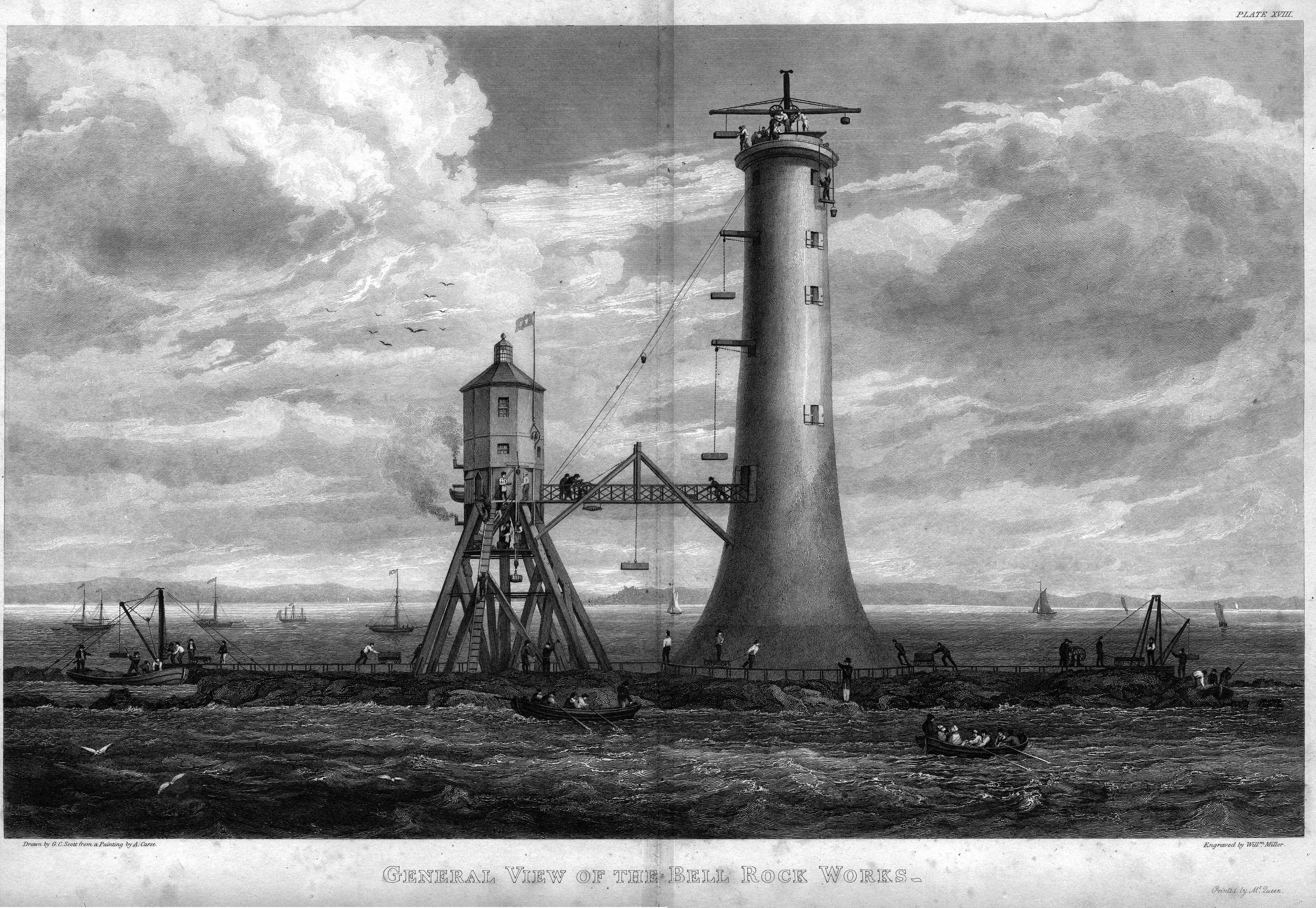
Výstavba majáku Bell Rock, rytina Williama Millera podle Alexandra Carse, publikováno v roce 1824

Maják Bell Rock Roberta Stevensona byl postaven na východním pobřeží Skotska v letech 1807 až 1811, kdy svět vypadal úplně jinak než dnes. Stevenson, dědeček Roberta Louise Stevensona, dlouhá léta snil o tom, že udělá něco pro svět – chtěl osvětlit zrádné skotské pobřeží. Vybral si k tomu nejnebezpečnější místo ze všech, Bell Rock, obrovský útes vzdálený 1,6 km od pobřeží, který se nachází v nebezpečné poloze v ústí zálivu Firth of Forth.
V roce 1799 se při silné bouři, která se tehdy přehnala přes pobřeží, potopilo více než 70 lodí, ale i tak byly úřady opačného názoru než Stevenson. Jak může někdo postavit maják 1,6 km od moře na skále, která je po většinu dne více než 4,8 m pod vodou? Stevenson to nakonec dokázal. Jeho maják dodnes svítí a vydává světlo v Severním moři. Mnoho starých majáků dodnes stojí na mořích po celém světě.

#### Informace
- Scénář: Tony Mulholland
- Režie: Christopher C. Spencer
- Hrají: Robert Lindsay (vypravěč), Robert Cavanah (Robert Stevenson), David Robb (John Rennie), Jean Marie Coffey (Jean Stevenson), Bruce McGregor (Henderson), Ken Drury (James Glen), Michael Moreland (Dickson), James Gillan (Scott), Malcolm Shields (Dove), John Kane (člen výboru).
- Délka: cca 50 minut.
- První vysílání: 18. září 2003
- Originální název epizody: Bell Rock Lighthouse
- Epzoda v češtině: Maják na Bell Rock

### 4. Londýnská kanalizace

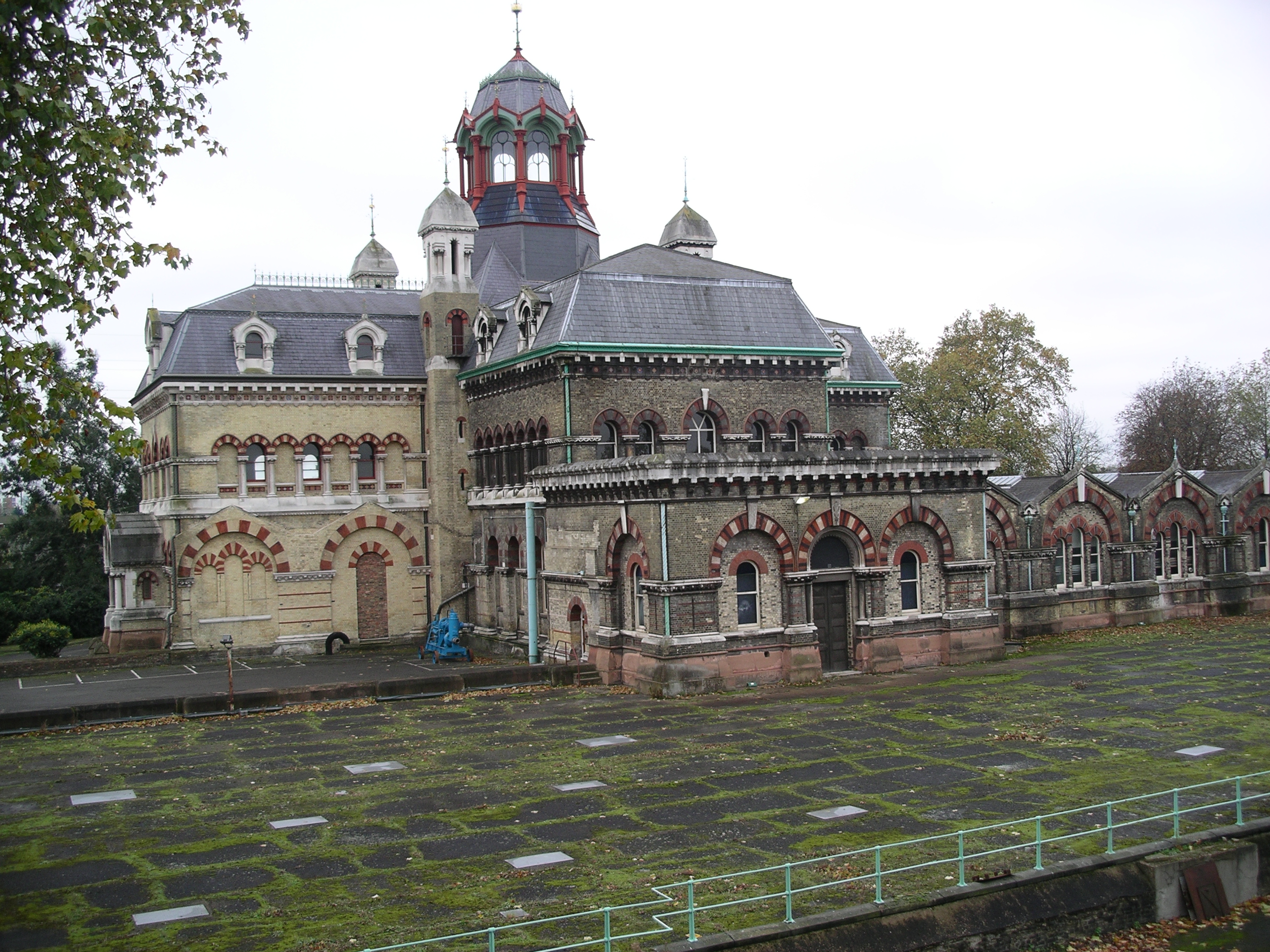
Původní čerpací stanice Abbey Mill v Londýně

V létě roku 1858, kdy se stavěla Great Eastern, byl Londýn v krizi známé jako Great Stink. V první polovině 19. století populace rychle rostla. V té době neexistovaly žádné zdravotní ani hygienické předpisy a pravidla.
Městem prošly tři epidemie cholery, při nichž zemřelo více než 30 000 lidí. Splašky a výkaly byly všude, v každé stoce nebo chodbě, ve sklepích domů v chudinských čtvrtích a prosakovaly škvírami v podlahách.
Hlavní inženýr Joseph Bazalgette načrtl hrubé schéma, jak vybudovat vlastní kanalizační systém: 132 km hlavních superrychlých kanálů, propojených více než 1609 km kanálů z ulic. Tím by vznikla síť kanálů pod ulicemi celého Londýna.
Vydržel až do krajnosti, když razil cestu své podzemní vizi – úkol, který byl nesmírně obtížný i kvůli podzemní dráze, síti silnic a celkovému železničnímu systému. Díky jeho vynikajícímu návrhu a projektu Londýnské kanalizace (The Sewer King) se město nakonec stalo první moderní čistou metropolí a stanovilo jakýsi standard, který brzy převzala města po celém světě.

#### Informace
- Scénář: Gregory Evans
- Režisér. Christopher C. Spencer
- Hrají: Robert Lindsay (vypravěč), Mark McGann (Joseph Bazalgette), Sam Troughton (H. Percy Boulnois), Pip Torrens (Dr. Snow), Norman Lovett (William Farr), Martin Whitby (Edwin Chadwick), Gary Lammin (Barker), Catherine Mack (paní Bazalgette).
- Délka: cca 50 minut.
- První vysílání: 2. října 2003
- Originální název epizody: The Sewer King
- Epzoda v češtině: Král kanálů

### 5. Panamský průplav

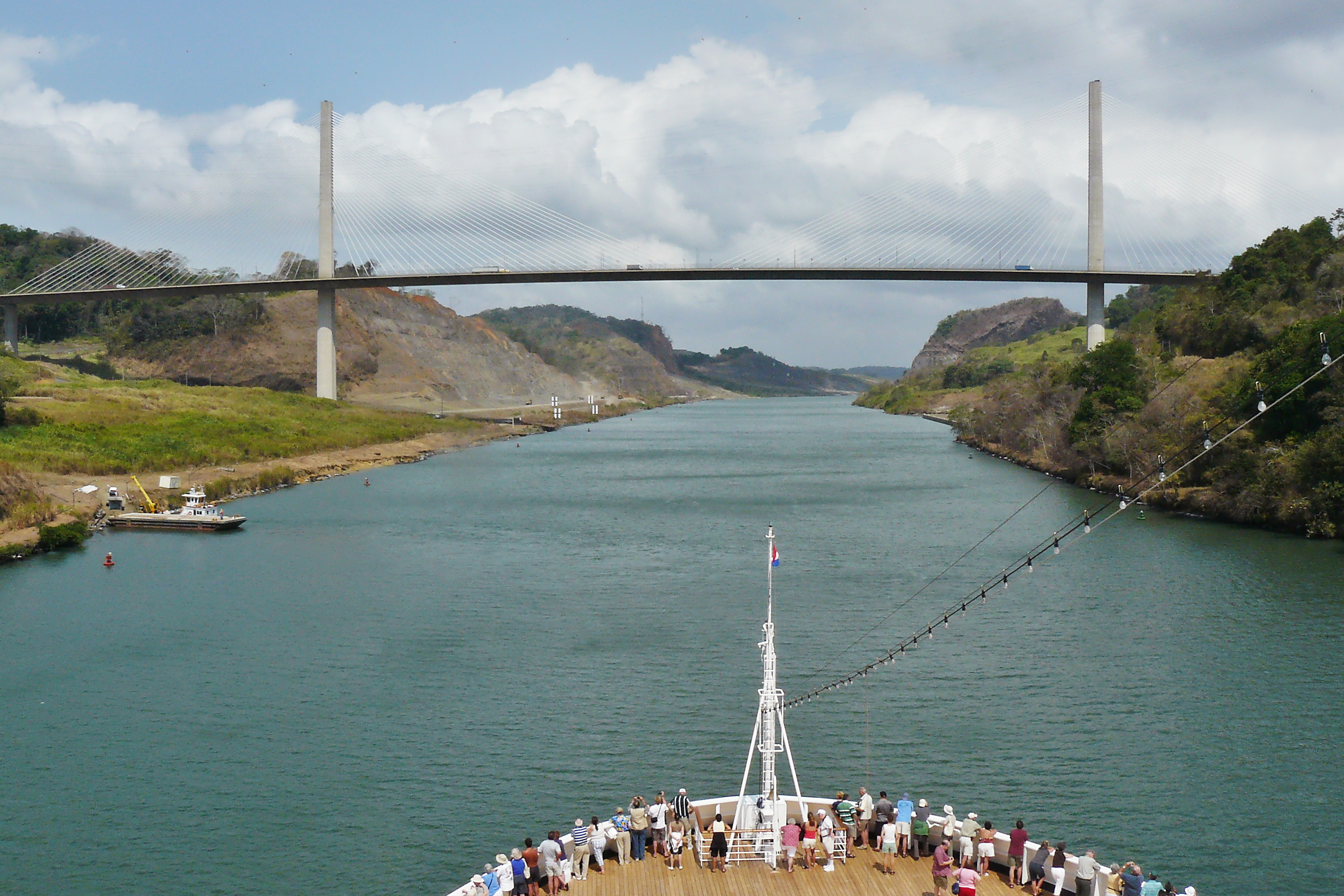
Plavba Panamským kynálem

S rozvojem obchodu a cestování na konci 19. století se lodní doprava stala obrovským obchodem. Po dokončení Suezského průplavu v roce 1869 Francouz vikomt Ferdinand de Lesseps snil o odvážném plánu – Panamském průplavu.
Lesseps se rozhodl vybudovat cestu přes Panamský průliv, která by spojila oba oceány – Atlantický a Tichý. Věděl, že dlouhá plavba kolem Jižní Ameriky je pro lodě přepravující zboží po celém světě zbytečná.
Jakmile se ocitl v tropickém horku Panamy, čelil neprostupné džungli, nebezpečným bahenním záplavám, sesuvům půdy a smrtelným tropickým nemocem, až se projekt stal noční můrou. Tento extravagantní sen se nakonec stal skutečností, ale stál přibližně 25 000 životů. Po 25 letech se však oba oceány spojily.

#### Informace
- Scénář: Rachel Wright
- Režisér. Christopher C. Spencer
- Hrají: Robert Lindsay (vypravěč), John Walters (Ferdinand de Lesseps), Angus MacInnes (Goethals), Robert Jezek (Gorgas), Jeff Harding (Stevens), Stephen Mangan (Dingler), Daniel Coonan (Bunau Varilla), Cora Branley (Madame de Lesseps), Tara Hugo (Marie Gorgas).
- Délka: cca 50 minut.
- První vysílání: 9. října 2003
- Originální název epizody: The Panama Canal
- Epzoda v češtině: Panamský průplav

### 6. První transkontinentální železnice

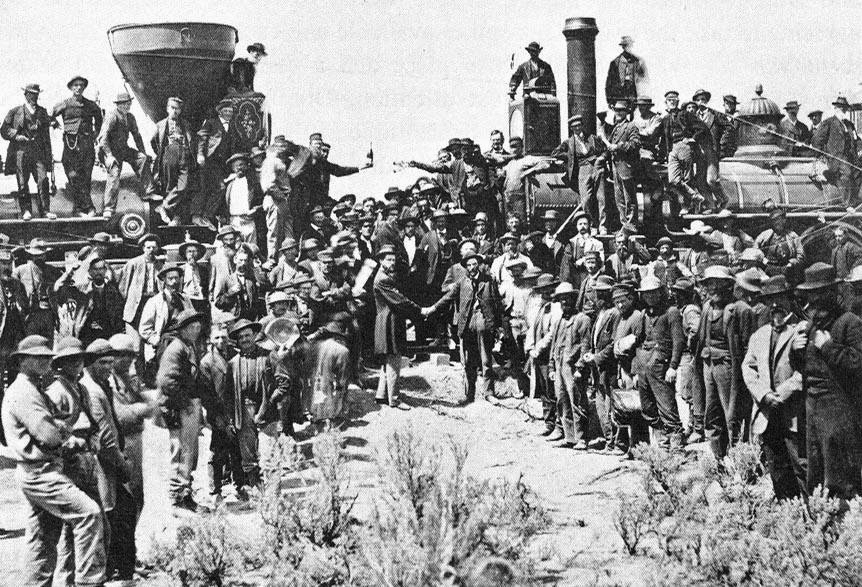
Slavnostní spojení transkontinentální železnice v Utahu 10. května 1889

Pokrokové úspěchy průmyslové revoluce v polovině 19. století začaly postupně ovlivňovat Ameriku, která měla revoluci završit svým vlastním velkým počinem – transkontinentální železnicí (Transcontinental Railway) napříč Amerikou.
Trať stavěly dva týmy, jeden z východu a druhý z Kalifornie na západě. Bojovali s nehostinným terénem, nepřátelským obyvatelstvem, občanskou válkou a Divokým západem. V roce 1869 se tratě obou týmů setkaly a zmenšily celý americký kontinent. Cesta z New Yorku do San Francisca se zkrátila z několika měsíců na několik dní.

#### Informace
- Scénář: Paul Bryer
- Režisér. Christopher C. Spencer
- Robert Lindsay (vypravěč)
- Délka: cca 50 minut.
- První vysílání: 25. září 2003
- Originální název epizody: The Line
- Epzoda v češtině: Pacifická železnice

### 7. Hooverova přehrada

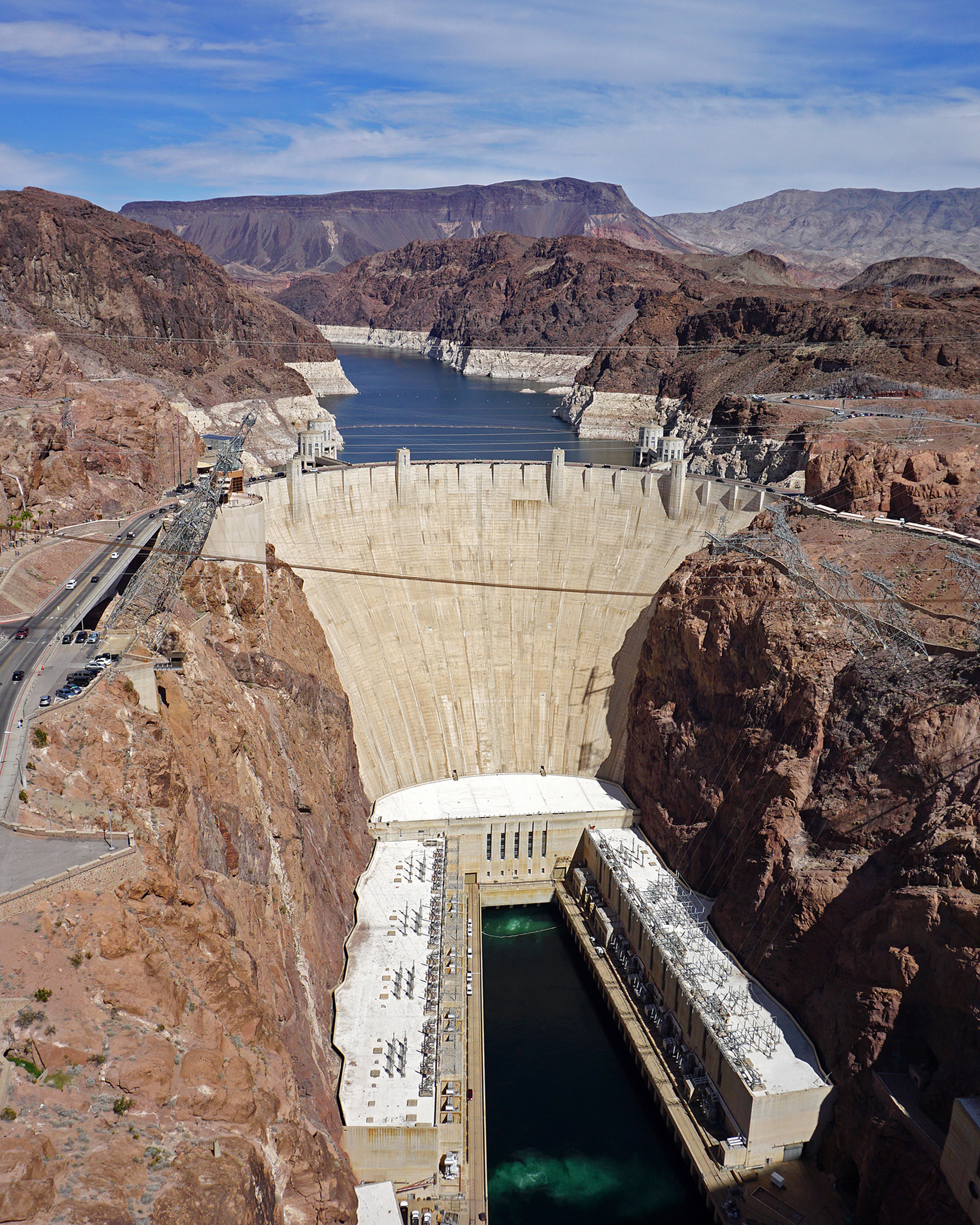
Hooverova přehrada

Když průkopníci prozkoumávali a hledali cestu napříč rozlehlým americkým kontinentem, často se setkávali s nehostinným a nepřátelským prostředím jaké bylo v pouštních oblastech Arizony a Nevady.
Na počátku 20. století si inženýři a projektanti začali uvědomovat možnost přeměnit poušť v úrodnou půdu vybudováním přehrad kolem řeky Colorado. Některé z nich měly až 60 pater a některé byly vyšší než největší pyramida v Gíze. Hooverova přehrada měla brzy překonat všechny rekordy.
V době vrcholící hospodářské krize v roce 1930 si chudobu postižení dělníci na přehradě vydělávali jen několik dolarů denně a umírali při děsivých explozích, na otravu oxidem uhelnatým a vyčerpáním z obrovského horka. Přesto hlavní inženýr Frank Crowe postavil přehradu dříve, než bylo plánováno, a s nižšími náklady, než se předpokládalo v rozpočtu. Přitom prokázal další mimořádný důkaz lidské vynalézavosti a odolnosti.

#### Informace
- Scénář: Mark Everest (II)
- Režie: Christopher C. Spencer
- Hrají: Robert Lindsay (vypravěč), Jay Benedict (Frank Crowe), Colin Stinton (Walker Young), Karen Coover Gay (Emma Goodbey), Gary Webb (Leonard Bloom), Andrew Fulton (Louis Fagan), John Guerrasio (Marion Allen), Erik J. Anderson (Frank Anderson), Scott Clark Beringer ("Bud" Bodell), Bill Michaels (Ed Kraus), Scott Del Guidice (reportér), Andrew Henderson (reportér), Tim McNamara (zaměstnanec), Ken Byler (soudce), Christopher Jenkins (firemní lékař), Kalena Von Schnier (prostitutka).
- Délka: cca 50 minut.
- První vysílání: 16. října 2003
- Originální název epizody: The Hoover Dam
- Epzoda v češtině: Hoover Dam